# Naturwald
Naturwald stellt eine bedeutende waldrechtliche Kategorie in Bayern und Schleswig-Holstein dar. In diesen Wäldern wird bewusst der natürlichen Waldentwicklung Raum gegeben, indem sie frei von forstlicher Nutzung bleiben. Ihr Schutzstatus entspricht dem von Bannwäldern, Naturwaldreservaten und Totalreservaten. Naturwälder sind der Kategorie IUCN 1a (Naturwaldreservate) zugeordnet.

## Bayern
In Bayern haben Naturwaldflächen das Ziel, einen Beitrag zum Schutz und zur Förderung der Biodiversität zu leisten. Zudem sollen diese Areale, soweit es die natürlichen Voraussetzungen erlauben, für die Gesellschaft besonders erlebbar gestaltet werden. Darüber hinaus dienen sie als Referenz für die Entwicklung naturnaher Wälder im Kontext des Klimawandels, ohne den Einfluss forstlicher Maßnahmen. Die Mindestfläche für die Naturwälder beträgt in Anlehnung an die Kriterien der natürlichen Waldentwicklung des Bundesamtes für Naturschutzes 0,3 Hektar. Die Naturwaldreservate, die sich im Besitz des Freistaats Bayern befinden, sind zusätzlich per Gesetz ins Naturwaldnetzwerk integriert. Die Verordnungen der einzelnen Naturwaldreservate bleiben hiervon allerdings unberührt. Naturwaldreservate in kommunalem oder privatem Besitz sind nicht Teil der Naturwaldkulisse. Es sind etwa 10 % des Staatswaldes in Bayern aus der Nutzung genommen worden.

## Schleswig-Holstein
In Schleswig-Holstein verfolgen Naturwälder mehrere wesentliche Zwecke. Ihr Fokus liegt auf der Sicherung einer ungestörten natürlichen Entwicklung standortspezifischer Lebensräume für Tiere und Pflanzen. Zudem dienen sie als Plattform für waldökologische Forschung und ermöglichen die dauerhafte Beobachtung von Waldlebensgemeinschaften. Ein weiteres wichtiges Ziel besteht in der Sicherung genetischer Informationen im Rahmen des Schutzes der biologischen Vielfalt. Die Ausweisung der Naturwälder erfolgt per Verordnung. Aktuell sind rund 7.200 Hektar auf 64 Flächen verteilt und aus der forstwirtschaftlichen Nutzung genommen, darin enthalten sind auch Waldflächen der Stiftung Naturschutz Schleswig-Holstein.